# Vatra
Vatra – miasto (rum. oraș) w środkowej Mołdawii, należące do gminy miejskiej Kiszyniów; liczy 3,5 tys. mieszkańców (1 stycznia 2014).